# Grandchamp-des-Fontaines
Grandchamp-des-Fontaines (graphiée Grandchamps-des-Fontaines jusqu'au 31 décembre 2022) est une commune de l'Ouest de la France, située dans le département de la Loire-Atlantique, en région Pays de la Loire.
Grandchamp-des-Fontaines fait partie du pays nantais et de la Bretagne historique.

## Toponymie
Le nom de la localité est attesté sous la forme Gramcampo en 833. Il provient du latin tardif grandem campum et signifie « grand champ ». Le pluriel s'est rajouté par la suite. La commune apparaît sur le cartulaire de Redon, où elle est dénommée Grandis Campus en latin,,.
Grandchamp-des-Fontaines possède un nom en gallo, la langue d'oïl locale, écrit Grand-Champ selon l'écriture ABCD, ou Granchan ou Granchâun selon l'écriture MOGA. En gallo, le nom de la commune se prononce [grɑ̃ʃɑ̃] ou [gʁɑ̃ʃɛ̃w].
Le nom breton de la commune est Gregamp-ar-Feunteunioù à partir de la fin du XXe siècle.
Certains noms de lieux-dits sur la commune proviennent du vieux français et font référence au chêne (Chanais), comme pour de nombreux microtoponymes de la région.
En 1920, la commune est officiellement dénommée par décret Grandchamp-des-Fontaines, pour la différencier de Grand-Champ dans le Morbihan.
Bien que le nom de la commune s'orthographie Grandchamp-des-Fontaines, le code officiel géographique, référence pour les noms de commune, indiquait Grandchamps-des-Fontaines, avec un "s" jusqu'en 2023. L'erreur suscitait des confusions avec les autres communes appelées Grandchamp. En 2021, le conseil municipal enclenche une procédure pour changer l'orthographe, qui est effective le 1er janvier 2023.

## Géographie

Situation de la commune dans le département de la Loire-Atlantique.

Grandchamp-des-Fontaines est située à 20 km au nord de Nantes, à proximité de la voie express Nantes-Rennes (RN 137).
Elle appartient à la communauté de communes d'Erdre et Gesvres.
| Notre-Dame-des-Landes | Héric                    | Casson                |
|                       | Grandchamp-des-Fontaines | Sucé-sur-Erdre        |
| Vigneux-de-Bretagne   | Treillières              | La Chapelle-sur-Erdre |

### Climat
Pour des articles plus généraux, voir Climat des Pays de la Loire et Climat de la Loire-Atlantique.
En 2010, le climat de la commune est de type climat océanique franc, selon une étude du CNRS s'appuyant sur une série de données couvrant la période 1971-2000. En 2020, Météo-France publie une typologie des climats de la France métropolitaine dans laquelle la commune est exposée à un climat océanique et est dans la région climatique Bretagne orientale et méridionale, Pays nantais, Vendée, caractérisée par une faible pluviométrie en été et une bonne insolation.
Pour la période 1971-2000, la température annuelle moyenne est de 11,9 °C, avec une amplitude thermique annuelle de 13,6 °C. Le cumul annuel moyen de précipitations est de 799 mm, avec 12,5 jours de précipitations en janvier et 6,4 jours en juillet. Pour la période 1991-2020, la température moyenne annuelle observée sur la station météorologique de Météo-France la plus proche, sur la commune de Nort-sur-Erdre à 12 km à vol d'oiseau, est de 12,4 °C et le cumul annuel moyen de précipitations est de 760,4 mm,. Pour l'avenir, les paramètres climatiques de la commune estimés pour 2050 selon différents scénarios d'émission de gaz à effet de serre sont consultables sur un site dédié publié par Météo-France en novembre 2022.

## Urbanisme

### Typologie
Au 1er janvier 2024, Grandchamp-des-Fontaines est catégorisée bourg rural, selon la nouvelle grille communale de densité à sept niveaux définie par l'Insee en 2022.
Elle appartient à l'unité urbaine de Grandchamp-des-Fontaines, une unité urbaine monocommunale constituant une ville isolée,. Par ailleurs la commune fait partie de l'aire d'attraction de Nantes, dont elle est une commune de la couronne,. Cette aire, qui regroupe 116 communes, est catégorisée dans les aires de 700 000 habitants ou plus (hors Paris),.

### Occupation des sols

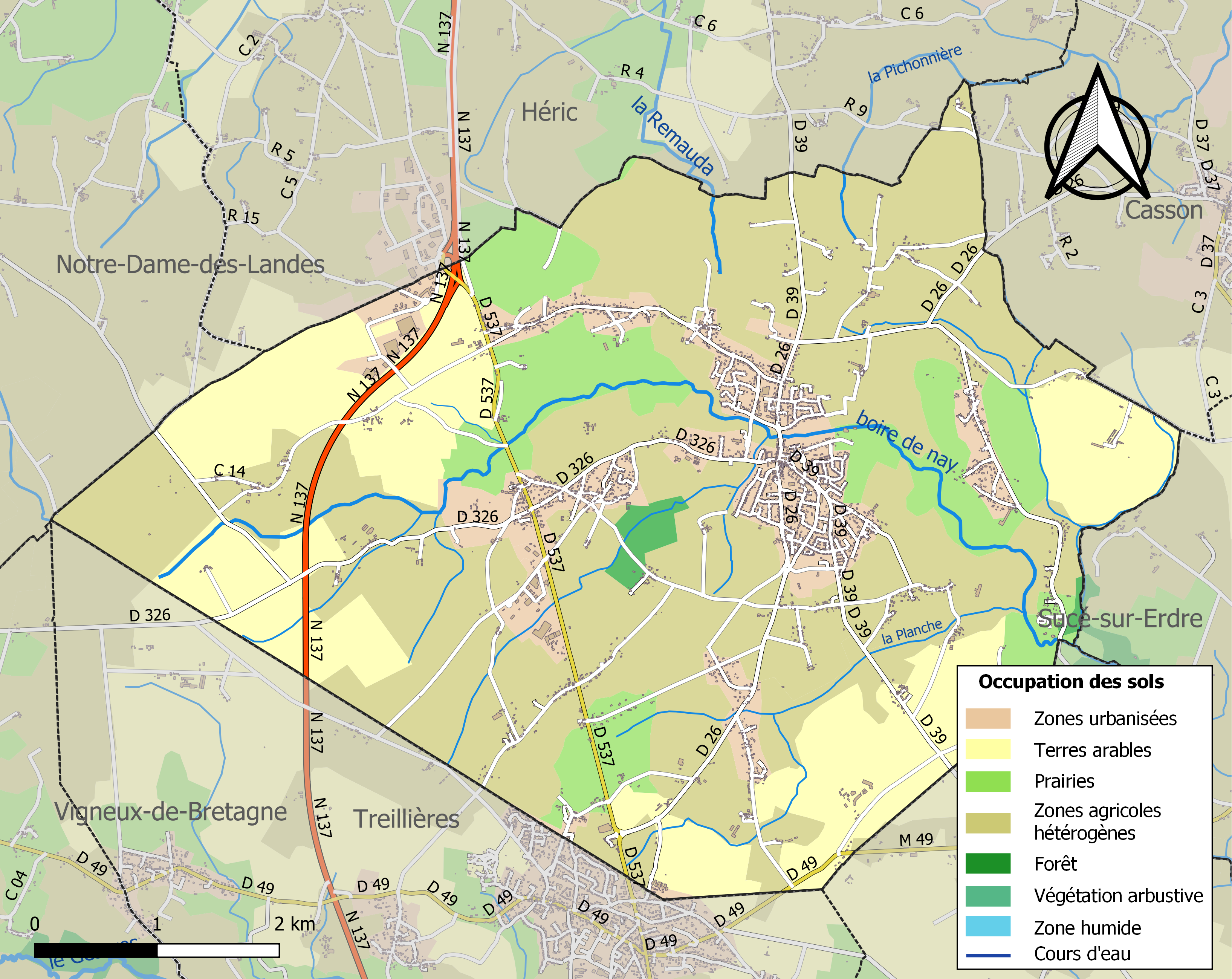
Carte des infrastructures et de l'occupation des sols de la commune en 2018 (CLC).

L'occupation des sols de la commune, telle qu'elle ressort de la base de données européenne d’occupation biophysique des sols Corine Land Cover (CLC), est marquée par l'importance des territoires agricoles (87,1 % en 2018), en diminution par rapport à 1990 (93,2 %). La répartition détaillée en 2018 est la suivante : 
zones agricoles hétérogènes (52,8 %), terres arables (22,4 %), prairies (11,9 %), zones urbanisées (9,5 %), zones industrielles ou commerciales et réseaux de communication (1,6 %), espaces verts artificialisés, non agricoles (0,9 %), forêts (0,9 %).
L'IGN met par ailleurs à disposition un outil en ligne permettant de comparer l’évolution dans le temps de l’occupation des sols de la commune (ou de territoires à des échelles différentes). Plusieurs époques sont accessibles sous forme de cartes ou photos aériennes : la carte de Cassini (XVIIIe siècle), la carte d'état-major (1820-1866) et la période actuelle (1950 à aujourd'hui).

## Histoire

### Moyen Âge
Au Moyen Âge, Grandchamp-des-Fontaines forme une vicaria (un type de circonscription, voir viguerie). Une autre source estime que Grandchamp est un vicus, petite agglomération du haut Moyen Âge plus petite qu'une vicaria. À Grandchamp se trouvait une villa. L'agglomération se situe alors le long d'une voie romaine reliant Curette et Casson.
En 847, les sources mentionnent la présence de l'église (basilique) Sainte-Marie. Plusieurs seigneuries existaient sur la commune.

### Époque contemporaine

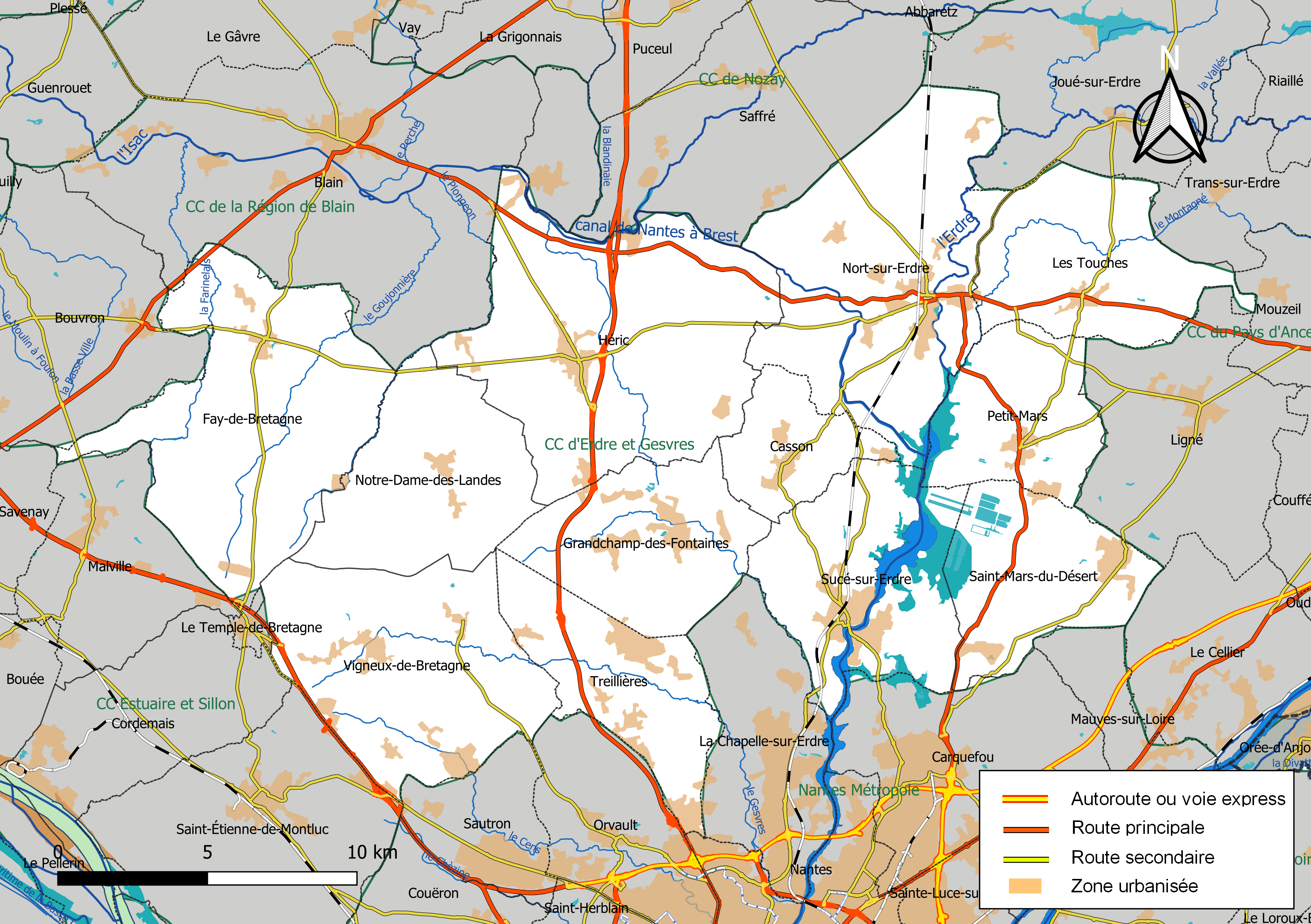
Grandchamp-des-Fontaines au sein de la communauté de communes d'Erdre et Gesvres. En rouge, la route nationale 137.

Durant la Seconde Guerre mondiale, l'armée allemande a installé un terrain militaire sur la commune. Il a été retrouvé par des fouilles en 2017. Une station radio et de guidage de la Luftwaffe y avait été installée, à la limite de Grandchamp et de Treillières, en mars 1941. Un bombardement allié la visant 31 janvier 1942 détruisit le café de la Belle Étoile et plusieurs maisons sur la route de Grandchamp. Des fouilles préventives du site ont été menées par l'Inrap en 2022.
Une partie de Grandchamp-des-Fontaines s'est trouvé en 1972 sur la zone prévue pour la construction de l'aéroport de Notre-Dame-des-Landes. Les élus locaux et les riverains sont majoritairement opposés au projet. Néanmoins, le projet stagne et la commune se développe, avec l'apparition de nouveaux lotissements. Lorsque le projet est relancé en 2000, les habitants de Grandchamp-des-Fontaines, comme ceux des communes voisines de Notre-Dame-des-Landes (Treillières, Vigneux-de-Bretagne, Fay-de-Bretagne), manifestent leur opposition au projet, qui est finalement abandonné définitivement en 2018.
À partir des années 1980, la commune connaît une forte croissance démographique : sa population est multipliée par quatre en une quarantaine d'années. Cela s'explique par la proximité de Nantes et la présence de la quatre-voies. Les autres communes limitrophe de la communauté de communes d'Erdre et Gesvres sont également touchées par cette augmentation du nombre d'habitants. Corollaire de ce phénomène, les prix de l'immobilier ont fortement augmenté : entre 1997 et 2002, ils augmentent de 40%. Plus d'une centaine de maisons individuelles sont construites dans la même période sur la commune, dans une dynamique de périurbanisation.
Face à l'étalement urbain et à l'artificialisation des terres agricoles, Grandchamp-des-Fontaines est intégrée à un PEAN (Périmètre pour la protection des Espaces Agricoles et Naturels périurbains) en 2009.

## Emblèmes

### Héraldique
| Blason | Blasonnement : De sinople à la cotice en barre d'argent, accompagnée en chef d'un épi de blé feuillé et en pointe d'une fontaine, le tout d'argent ; au chef d'argent à la mâcle de gueules accompagnée de deux mouchetures d'hermine de sable. Commentaires : La cotice évoque la voie romaine traversant la commune ; la fontaine est celle de Saint-Benoît à Curette ; la mâcle est empruntée aux Rohan. Les mouchetures d'hermine évoquent le blasonnement d'hermine plain de la Bretagne, rappelant l'appartenance passée de la ville au duché de Bretagne. Blason conçu par l'héraldiste Michel Pressensé (délibération municipale du 26 mai 1987). |

### Devise
La devise de Grandchamp-des-Fontaines est Traditions et progrès[réf. nécessaire].

## Politique et administration

### Liste des maires
| Période                                  | Période      | Identité                        | Étiquette | Qualité                                                     |
| ---------------------------------------- | ------------ | ------------------------------- | --------- | ----------------------------------------------------------- |
|                                          |              | Rincé                           |           |                                                             |
|                                          |              | Claude de Besné                 |           |                                                             |
|                                          |              | Julien Vincent                  |           |                                                             |
|                                          |              | Julien Jolivet                  |           |                                                             |
|                                          |              | Jean Marie Rincé                |           |                                                             |
|                                          |              | Landais                         |           |                                                             |
|                                          |              | Michel Violin                   |           |                                                             |
|                                          |              | Fairan                          |           |                                                             |
| 1884                                     | 1896         | Édouard de Cazenove de Pradines |           |                                                             |
|                                          |              | Hippolyte Monnier               |           |                                                             |
| avant 1934                               | après 1938   | Alfred Péneau                   |           |                                                             |
| mai 1945                                 | mars 1971    | Gaston Launay (1904-1991)       |           | Commerçant en cycles, mécanicien                            |
| mars 1971                                | octobre 1979 | Maurice Gautier (1926-2015)     | SE        | Agriculteur                                                 |
| novembre 1979                            | mars 1983    | Jeannine du Tertre (1928-2020)  | DVD       | Pharmacienne                                                |
| mars 1983                                | mars 2001    | Pierre Favrou (1931)            | DVD       | Ancien commandant de l'Armée de l'Air, maire honoraire      |
| mars 2001                                | mars 2014    | Jean-Luc Durand (1952)          | DVD       | Secrétaire général de société Premier adjoint (1995 → 2001) |
| mars 2014                                | En cours     | François Ouvrard (1960)         | DVD       | Diagnostiqueur immobilier                                   |
| Les données manquantes sont à compléter. |              |                                 |           |                                                             |

## Population et société

### Démographie

#### Évolution démographique
Selon le classement établi par l'Insee, Grandchamp-des-Fontaines est une ville isolée qui fait partie de l'aire urbaine et de la zone d'emploi de Nantes et du bassin de vie de Treillières. Toujours selon l'Insee, en 2010, la répartition de la population sur le territoire de la commune était considérée comme « peu dense » : 99 % des habitants résidaient dans des zones « peu denses »  et 1 % dans des zones « très peu denses ».
L'évolution du nombre d'habitants est connue à travers les recensements de la population effectués dans la commune depuis 1793. Pour les communes de moins de 10 000 habitants, une enquête de recensement portant sur toute la population est réalisée tous les cinq ans, les populations de référence des années intermédiaires étant quant à elles estimées par interpolation ou extrapolation. Pour la commune, le premier recensement exhaustif entrant dans le cadre du nouveau dispositif a été réalisé en 2007.

En 2022, la commune comptait 6 910 habitants, en évolution de +18,3 % par rapport à 2016 (Loire-Atlantique : +6,68 %, France hors Mayotte : +2,11 %).
| 1793  | 1800  | 1806  | 1821  | 1831  | 1836  | 1841  | 1846  | 1851  |
| ----- | ----- | ----- | ----- | ----- | ----- | ----- | ----- | ----- |
| 1 370 | 1 304 | 1 226 | 1 133 | 1 446 | 1 492 | 1 487 | 1 658 | 1 845 |

| 1856  | 1861  | 1866  | 1872  | 1876  | 1881  | 1886  | 1891  | 1896  |
| ----- | ----- | ----- | ----- | ----- | ----- | ----- | ----- | ----- |
| 1 871 | 1 942 | 1 987 | 1 921 | 1 953 | 1 895 | 1 886 | 1 885 | 1 769 |

| 1901  | 1906  | 1911  | 1921  | 1926  | 1931  | 1936  | 1946  | 1954  |
| ----- | ----- | ----- | ----- | ----- | ----- | ----- | ----- | ----- |
| 1 714 | 1 711 | 1 641 | 1 459 | 1 463 | 1 368 | 1 390 | 1 307 | 1 311 |

| 1962  | 1968  | 1975  | 1982  | 1990  | 1999  | 2006  | 2007  | 2012  |
| ----- | ----- | ----- | ----- | ----- | ----- | ----- | ----- | ----- |
| 1 281 | 1 291 | 1 578 | 2 223 | 2 464 | 3 464 | 4 225 | 4 334 | 5 156 |

| 2017  | 2022  | - | - | - | - | - | - | - |
| ----- | ----- | - | - | - | - | - | - | - |
| 6 016 | 6 910 | - | - | - | - | - | - | - |

#### Pyramide des âges
La population de la commune est relativement jeune.
En 2018, le taux de personnes d'un âge inférieur à 30 ans s'élève à 42,2 %, soit au-dessus de la moyenne départementale (37,3 %). À l'inverse, le taux de personnes d'âge supérieur à 60 ans est de 13,5 % la même année, alors qu'il est de 23,8 % au niveau départemental.
En 2018, la commune comptait 3 066 hommes pour 3 116 femmes, soit un taux de 50,4 % de femmes, légèrement inférieur au taux départemental (51,42 %).
Les pyramides des âges de la commune et du département s'établissent comme suit.
| Hommes | Classe d’âge | Femmes |
| ------ | ------------ | ------ |
| 0,1    | 90 ou +      | 0,2    |
| 3,2    | 75-89 ans    | 3,4    |
| 9,5    | 60-74 ans    | 10,7   |
| 21,8   | 45-59 ans    | 20,2   |
| 22,5   | 30-44 ans    | 23,9   |
| 18,5   | 15-29 ans    | 16,7   |
| 24,4   | 0-14 ans     | 24,9   |

| Hommes | Classe d’âge | Femmes |
| ------ | ------------ | ------ |
| 0,6    | 90 ou +      | 1,8    |
| 6      | 75-89 ans    | 8,6    |
| 15,1   | 60-74 ans    | 16,4   |
| 19,4   | 45-59 ans    | 18,8   |
| 20,1   | 30-44 ans    | 19,3   |
| 19,2   | 15-29 ans    | 17,4   |
| 19,5   | 0-14 ans     | 17,6   |

## Culture locale et patrimoine

### Lieux et monuments
- Église paroissiale Notre-Dame-de-l'Assomption.
- Chapelle de Notre-Dame-des-Fontaines (XVIIe – XVIIIe siècle)[42].
- Plan d'eau de la Bonne Vierge[42].
- Croix des quatre communes.

### Jumelages
- Ashton Keynes (Royaume-Uni)[42]

## Personnalités liées
- Joseph Le Roux (1668-1738), maire de Nantes